# Fontaine du Marou
La fontaine du Marou est une source aménagée dans le bois de Saint-Ghislain à Dour en Belgique.
Elle fut construite entre 1930 et 1932.

## Histoire
L'aménagement de la source fut réalisé pendant les grandes grèves ouvrières du Borinage (entre 1930- 1932).
C'est le maçon Edouard du Marou qui en exécuta le travail financé grâce à une collecte organisée à Dour en 1930, dans le but d'acheter le ciment ainsi que les briques nécessaire à la construction de la fontaine.

## Année des fontaines
Albert Lienart, Ministre de l'aménagement du territoire pour la Région wallonne, fait désigner l'année 1990 Année des fontaines dans le but de sensibiliser les Wallons à leur patrimoine.
Pour ce faire, la commune de Dour, en association avec Les amis de Saint- Ghislain, créa une action afin de restaurer et d'aménager la fontaine pour la rendre plus facile d'accès.